# 사이동
사이동(四二洞)은 대한민국 경기도 안산시 상록구의 행정동이다.

## 역사
1996년 1월 22일 사1동에서 사2동으로 분리되었고, 2017년 7월 1일에는 사이동으로 변경되었다.

## 교육
- 초당초등학교
- 시곡초등학교
- 시곡중학교
- 명혜학교

## 교통
- ● 수인선 사리역